# 徹夜之歌
《徹夜之歌》是琴山所創作的日本漫畫，開始連載於《週刊少年Sunday》2019年第39號，至2024年第9號連載結束。在同雜誌於2025年31號起開始短期集中連載《徹夜之歌-樂園篇-》。琴山在開始連載前，就有在推特上發布一些關於本作主角的繪圖。
標題取自作者欣賞的嘻哈組合Creepy Nuts的歌曲。漫畫第一卷發行時，發布了以這首歌為主題的合作PV，截至2025年3月，總銷量已經超過530萬冊。

## 故事簡介
某天，拒絕上學的中學二年級學生夜守光，第一次沒有告訴任何人，在晚上獨自外出。 在感受到與白天截然不同的世界的同時，夜守更也遇到了吸血鬼七草薺。 夜守更想要成為吸血鬼，但他必須得愛上七草薺。就這樣，夜守更每天晚上熬夜外出，也一直和七草薺相處。

## 登場角色

### 主要角色
夜守更（Yamori Kou，聲：佐藤元、千本木彩花（9歲））
本作主角。14歲，是中學二年級學生，身高157公分。特長是假裝睡覺。在學校的生活過得不錯，學習成績好，但因為厭倦身邊的一切而開始逃學。在第一次“熬夜”外出時遇上了七草薺，逐漸被“熬夜”的樂趣所吸引，偶爾會請到薺的私人按摩店兼差。按照七草薺的說法，他的血很美味。隨劇情發展獲得變成吸血鬼的能力，成為半吸血鬼，但後來薺認為自己攝取更的血液恐導致他有生命危險，薺轉而刻意遠離他，更則為了等待薺歸來特意鍛鍊自己，維持半吸血鬼的身分。
最終話待在鶯餡子身邊擔任助理，與旅行中的薺重逢。
七草薺（Nanakusa Nazuna，聲：雨宮天）
本作女主角。是吸血鬼七草春與人類所生，天生就是吸血鬼，年齡推定約30到40歲之間。在自家住處開了一間私人按摩店，喜歡喝啤酒和講黃色笑話，但遇上戀愛相關的話題卻很容易害羞。因為夜守更的血的美味而印象深刻。但隨著劇情發展對於更被攝取血液可能會有生命危險擔憂。
故事末尾展開一個人的旅行，期間和尾花敘舊、偶遇愛上人類而煩惱的女吸血鬼，最後意外和更重逢。
名字對應春之七草的薺。

### 吸血鬼
桔梗芹（Kikyou Seri，聲：戶松遙）
七草薺的友人，自稱戀愛大師。有著挑染的黃色頭髮，總是穿著高中校服。最初聽聞七草薺和身為人類的夜守更關係良好，而找上夜守更。
名字對應春之七草的水芹。
平田妮可（Hirata Niko，聲：喜多村英梨）
七草薺的友人。有著橘紅色的頭髮和特別的劉海。最初因為不想讓熟悉吸血鬼的人類變多，試圖讓夜守更變成吸血鬼。職業為老師，並擔當高中夜校的教務主任。
名字對應春之七草的小鬼田平子。
本田蕪（Honda Kabura，聲：伊藤靜）
七草薺的友人。傳聞會對部分吸血鬼的眷屬候補人橫刀奪愛，對於與七草薺關係良好的夜守更感興趣。30年前由於自身體質差住院時因為七草春而成為吸血鬼，後來被七草春託付照顧七草薺，職業為護士。
和同是七草春眷屬的七草遥成為好友，在遙、薺「兄妹相認」後希望薺也叫自己「姊姊」。
名字對應春之七草的蕪菁。
小繁縷翠（Kohakobe Midori，聲：大空直美）
七草薺的友人。擁有一位跟蹤狂眷屬，職業為女僕咖啡廳“VAMP”的員工，也是女僕咖啡廳的人氣排名第一女僕，過去身為人類時曾在秋葉原當過咖啡廳女僕。
名字對應春之七草的繁縷。
蘿蔔初華（Suzushiro Hatsuka，聲：和氣杏未）
七草薺的友人。偽娘，真實性別為男性，在男女性之間都大受歡迎，但外表上看起來跟女性一樣。
名字對應春之七草的蘿蔔。
七草春（Nanakusa Haru，聲：內田真禮）
七草薺的母親。30年前曾經擔任本田蕪的護士，也是七草春將本田蕪變成吸血鬼。與其他的吸血鬼不同，一直在追求人類才會做的事。在某天懷上了人類的孩子，在生下七草薺後只留下一封信給本田蕪，之後便不知去向。
後來薺的父親告知蕪；七草春在結婚後就再也不吸血；所以在生下薺後沒過多久就去世了。而現今薺的父親也已不在人世。
星見菊（Hoshimi Kiku，聲：佐藤利奈）
夕真晝的女友，神秘的吸血鬼。擁有眾多眷屬，但跟每位眷屬都切斷聯繫，年齡超過400歲（最早的活動紀錄在16世紀）。起初鶯餡子最痛恨的對象。
名字對應春之七草中鼠麴草所屬的菊科。
秋山昭人（Akiyama Akihito，聲：吉野裕行）
桔梗芹的眷屬，被夜守稱作「心病先生」（漫畫：メンヘラさん，動畫：ダル男さん）。在人類時期被從高中交往至今的女友分手，某次喝醉酒後而在路上遇到桔梗芹。
加納道久（Kanou Michihisa，聲：山路和弘）
星見菊的眷屬。原為夜守更、夕真晝、朝井明就讀的中學老師，10年前變成吸血鬼後失蹤。一直不願意吸人血，瀕臨發狂邊緣。在10年的最後一天碰到了夜遊學校的夜守等人而發狂，最後被前來調查的鶯餡子用人類時期珍視之物（戒指）弱化殺死。
目代杏一（Mejiro Kyouichi）
星見菊的眷屬。目代杏子（鶯餡子）的父親。身為有夫之婦卻愛上了星見菊，變成吸血鬼後殺死了妻子，隨後被女兒杏子用人類時期珍視之物（打火機）弱化殺死。
LoveGreen／LG（聲：杉田智和）
小繁縷翠的眷屬，典型御宅族。LoveGreen是網路暱稱，縮寫「LG」。
20年前在玩家聚會中遇到翠之後，很快就喜歡上她。
比翠本人更瞭解她，知道不少翠人類時代的資訊。曾經製作過以翠為主角的同人誌。
雖然吸血鬼不必吃人類的食物，但出於習慣經常去吃家系拉麵，所以一度瘦下來但後來又復胖了。
薊（Azami）
原黑幫，星見菊的眷屬之一。鹿兒島人。35年前還是人類的時候曾隸屬於鄉下的某個黑道事務所，自從包括「老爹」在內的成員遭到持衝鋒槍的男子殺害後，試圖保護星見菊而身受重傷，在瀕死之際被星見菊所救。
被七草薺稱為「墨鏡口罩俠」（グラサンマスクマン）。
尾花（Susuki）
擅長武術，能熟練使用吸血鬼的能力，戰鬥力極高。也因此，一方面會輕視比自己弱的人，另一方面也很服從比自己強的人。
因星見菊不斷製造眷屬產生危機感，為了探聽她的情報而試圖和鶯餡子接觸。因為敗給半吸血鬼的更而仰慕他，用「PP」（ぴっぴ）這個謎之綽號叫他。
七草遥（Nanakusa Haruka）
七草春的眷屬。以前住在關東，現在在北海道開酒吧。和七草薺出去約會時被對方叫「哥哥」。和同樣熟識七草春的本田蕪成了好友。
久利原（Kurihara，聲：山口登）
蘿蔔初華的三名眷屬之一，中分頭有鬍渣的男性。專門處理吸血鬼業務的不動產業者。漫畫第44夜（動畫第13話）初登場。幫房子被夜守更打爛的七草薺找新房子。

### 人類
朝井明（Asai Akira，聲：花守由美里）
夜守更的青梅竹馬，身高160公分。和他住在同一個社區，因為起床時間比一般人早，在一次凌晨因為小時候夜守更放在她家信箱上的對講機而遇見“熬夜”外出的夜守更。
夕真晝（Seki Mahiru，聲：小野賢章、松本沙羅（9歲））
夜守更的總角之交。成績優秀且擅長運動，對於交際很在行，是夜守仰慕的對象。在某天遇上了星見菊，而有了熬夜的習慣，因夜守更而想要成為吸血鬼，家裡開著花店。
白河清澄（Shirakawa Kiyosumi，聲：日笠陽子）
24歲，在一家出版社從事雜誌編輯。曾在某晚被七草薺按摩而無法忘懷。
亞里沙（Arisa，聲：大西沙織）
小繁縷翠的友人和同事。是女僕咖啡廳「VAMP」的員工中人氣排名第二。
鶯餡子（Uguisu Anko，聲：澤城美雪）
28歲，本名目代杏子（目代 キョウコ（めじろ キョウコ）），職業為偵探。生日是萬聖節。抽煙但喝不了酒。
高中時和來夜校上學的七草薺發展出超乎友情的情誼，被薺稱作「學姊」。曾被薺吸血，但沒能成為眷屬。
18歲生日當天，父親變成吸血鬼並將母親吸血至死，隨後杏子用自己送給父親的打火機殺死了他，使她發現吸血鬼身為人類時的私人物品會成為他們的弱點，而且這些物品承載了主人越多的感情效果就越強。此後花費10年時間調查吸血鬼。
在夜守更、夕真晝、朝井明就讀的中學利用人類時期的弱點（戒指）殺死了加納道久。
樂園篇接下前為咖啡廳女僕的偶像宮本亞夢的委託，和更一起前往朋友新谷梅所屬的新興宗教團體「樂園」總部進行教祖新里島潮與吸血鬼其關聯的調查。
澤吉彥（Zaku Yoshihiko）
夜守更、夕真晝和朝井明的班導師，成為教師約10年。某天晚上喝醉後在街上遇到夜守更和桔梗芹、秋山昭人
越后莉拉（Echigo Rira）
17歲，夜間學校的學生之一，也是平田妮可的學生。身形高大，打扮奇特，看起來像童話故事的角色一樣。因為性格情緒化和“戀愛腦”，曾經與許多人交往，夜守更前往夜校調查七草薺的過去時，也為了調查而與她交往過，但每次交往最多堅持一個星期就分手了。
夜守萤（Yamori Kei）
34歲，在20歲時生下夜守更並與丈夫結婚，不過因丈夫出軌而婚姻走到了盡頭。從事著陪酒工作。
淺倉櫻（Asakura Sakura）
夜守更的同學，外號小櫻。在夜守更的回憶中淺倉櫻對夜守告白被拒絕。
美智子（Michiko，聲：田中有紀）
淺倉櫻的好朋友，短髮，外號小美。在淺倉櫻告白被拒絕後，帶著藤原咲希去當面斥責夜守。
藤原咲希（Fujiwara Saki，聲：片平美那）
淺倉櫻的好朋友，長髮，外號小早。在淺倉櫻告白被拒絕後，與美智子一起去斥責夜守。
新里島潮（Arasatoshima Ushio）
樂園篇登場，新興宗教團體「樂園」的教祖。擁有既使年過40歲也能保持青春的容貌。
托尼奥（Tonio，聲：子安武人）
動畫常駐路人組之一。
凱（Kai，聲：子安光樹）
動畫常駐路人組之一。
松田（Matsuda，聲：佐藤芳留）
動畫常駐路人組之一。

## 出版書籍
為紀念單行本第4卷發售，小學館與Yorushika合作，使用〈逃亡〉這首歌，並搭配日本47都道府縣的夜景做成系列PV。
| 卷數 | 小學館         | 小學館                 | 東立出版社                    | 東立出版社                                                  |
| 卷數 | 發售日期       | ISBN                   | 發售日期                      | ISBN                                                        |
| ---- | -------------- | ---------------------- | ----------------------------- | ----------------------------------------------------------- |
| 1    | 2019年11月18日 | ISBN 978-4-09-129492-0 | 2021年5月26日                 | ISBN 978-957-26-5569-6                                      |
| 2    | 2020年2月18日  | ISBN 978-4-09-129556-9 | 2022年4月15日                 | ISBN 978-957-26-5570-2                                      |
| 3    | 2020年4月16日  | ISBN 978-4-09-850064-2 | 2022年5月20日                 | ISBN 978-957-26-8680-5                                      |
| 4    | 2020年8月18日  | ISBN 978-4-09-850163-2 | 2022年7月25日                 | ISBN 978-957-26-9455-8                                      |
| 5    | 2020年10月16日 | ISBN 978-4-09-850268-4 | 2022年9月2日 2022年9月8日     | ISBN 978-626-7186-11-4（首刷限定版） ISBN 978-957-26-9838-9 |
| 6    | 2021年1月18日  | ISBN 978-4-09-850384-1 | 2022年10月28日 2022年11月4日  | ISBN 978-626-347-255-6（首刷限定版） ISBN 978-957-26-9839-6 |
| 7    | 2021年4月16日  | ISBN 978-4-09-850522-7 | 2022年12月15日 2022年12月22日 | ISBN 978-626-347-659-2（首刷限定版） ISBN 978-626-347-505-2 |
| 8    | 2021年7月16日  | ISBN 978-4-09-850635-4 | 2023年2月16日                 | ISBN 978-626-347-506-9                                      |
| 9    | 2021年11月18日 | ISBN 978-4-09-850735-1 | 2023年4月10日 2023年4月17日   | ISBN 978-626-360-088-1（首刷限定版） ISBN 978-626-347-507-6 |
| 10   | 2022年2月18日  | ISBN 978-4-09-850872-3 | 2023年5月18日 2023年5月25日   | ISBN 978-626-360-516-9（首刷限定版） ISBN 978-626-360-052-2 |
| 11   | 2022年6月17日  | ISBN 978-4-09-851127-3 | 2023年8月3日 2023年8月10日    | ISBN 978-626-360-505-3（首刷限定版） ISBN 978-626-360-053-9 |
| 12   | 2022年7月15日  | ISBN 978-4-09-851204-1 | 2023年9月1日                  | ISBN 978-626-360-708-8（首刷限定版）                        |
| 13   | 2022年9月15日  | ISBN 978-4-09-851257-7 | 2023年10月2日                 | ISBN 978-626-372-395-5（首刷限定版） ISBN 978-626-360-709-5 |
| 14   | 2022年12月16日 | ISBN 978-4-09-851474-8 | 2023年11月2日 2023年11月9日   | ISBN 978-626-372-396-2（首刷限定版） ISBN 978-626-360-710-1 |
| 15   | 2023年3月16日  | ISBN 978-4-09-851767-1 | 2023年12月18日 2023年12月25日 | ISBN 978-626-372-397-9（首刷限定版） ISBN 978-626-360-711-8 |
| 16   | 2023年6月16日  | ISBN 978-4-09-852123-4 | 2024年3月4日 2024年3月11日    | ISBN 978-626-02-0547-8（首刷限定版） ISBN 978-626-372-535-5 |
| 17   | 2023年7月18日  | ISBN 978-4-09-852615-4 | 2024年5月20日 2024年5月27日   | ISBN 978-626-02-0548-5（首刷限定版） ISBN 978-626-02-0546-1 |
| 18   | 2023年11月17日 | ISBN 978-4-09-852855-4 | 2024年6月21日 2024年6月28日   | ISBN 978-626-02-1288-9（首刷限定版） ISBN 978-626-02-0757-1 |
| 19   | 2024年2月16日  | ISBN 978-4-09-853115-8 | 2024年12月19日 2024年12月26日 | ISBN 978-626-02-2335-9（首刷限定版） ISBN 978-626-02-1584-2 |
| 20   | 2024年3月18日  | ISBN 978-4-09-853196-7 | 2025年1月6日 2025年1月13日    | ISBN 978-626-02-2336-6（首刷限定版） ISBN 978-626-02-2334-2 |

公式漫迷手冊
| 卷數 | 小學館        | 小學館                 | 東立出版社     | 東立出版社             |
| 卷數 | 發售日期      | ISBN                   | 發售日期       | ISBN                   |
| ---- | ------------- | ---------------------- | -------------- | ---------------------- |
| 全   | 2022年9月30日 | ISBN 978-4-09-851333-8 | 2024年10月25日 | ISBN 978-626-360-483-4 |

## 評價
本作同《鏈鋸人》、《我的幸福婚約》漫畫版、《我的新上司是天然呆》等作品在宮脇書店主辦的Miyawaki Comic Awards（ミヤコミ）2020被遴選為獲獎作品之一，在2020年下一部人氣漫畫大賞中獲得第7名。隔年獲得全國書店店員推薦漫畫2021第8名。在2023年，《徹夜之歌》获得第68届小学馆漫画奖少年向部门和日本博覽會金達摩獎最佳年度新漫畫獎。

## 電視動畫
改編電視動畫第1季於2022年7月至9月播放。2024年3月11日宣布第2季確定製作，於2025年7月播出。

### 製作人員
- 原作：琴山
- 總導演：宮西哲也
- 導演：板村智幸
- 編劇、系列構成：橫手美智子
- 人物設定：佐川遙
- 美術監督：橫松紀彥
- 美術設定：杉山晉史
- 色彩設計：滝沢いづみ
- 攝影監督：土本優貴
- 編輯：榎田美咲
- 音響監督：木村繪理子
- 音樂：出羽良彰
- 動畫製作：LIDENFILMS
- 製作：「徹夜之歌」製作委員會（富士電視台、Aniplex、小學館、小學館集英社製作、Ultra Super Pictures（日语：ウルトラスーパーピクチャーズ）、東販、Animax、電通、富士創意公司（日语：フジクリエイティブコーポレーション））

### 主題曲
第1季
片頭曲墮天
演唱：Creepy Nuts；作曲、編曲：DJ松永；編曲：川口大輔；作词：R-指定
片尾曲徹夜之歌
演唱：Creepy Nuts；作詞：R-指定；作曲、編曲：DJ松永
插入曲（第2話、第3話、第6話、第8話、第10話、第13話）
演唱：Creepy Nuts；作詞：R-指定；作曲、編曲：DJ松永
第2季
片頭曲Mirage
演唱：Creepy Nuts；作詞：R-指定；作曲：DJ松永
片尾曲
演唱：Creepy Nuts；作詞：R-指定；作曲：DJ松永
插入曲（第4話、第5話）
演唱：Creepy Nuts；作詞：R-指定；作曲、編曲：DJ松永

### 劇集列表
| 第1季 |                           |                    |                                      | |                    |               |
| 1 | 夜間飛行 （）             | 宮西哲也           | 高藤聰                               | 佐川遥 | -                  | 2022年7月8日  |
| 14歲的夜守更厭倦學校生活，開始熬夜並在晚間外出遊蕩，他遇見名為七草薺的女孩。薺認為夜守之所以熬夜是因為對白天的生活缺乏滿足感，並決定幫他找回來。她把夜守帶回自己的公寓裡，並堅持和他同床共眠，緊張的夜守假裝熟睡，薺展露出自己身為吸血鬼的身分，在吸食夜守的血後發現美味無比。在夜守的追問下，薺保證自己不會將他變成吸血鬼，並透露人類變成吸血鬼的方法是愛上吸血鬼後讓該名吸血鬼吸自己的血。無法回歸正常生活的夜守認為這是擺脫無聊的唯一方法，並試圖和薺談戀愛以便成為吸血鬼。雖然薺無意談情說愛，但看在美味鮮血的份上，她同意兩人可以度過更多的漫漫長夜。                                                                             |                           |                    |                                      | |                    |               |
| 2 | 話說你用Line嗎？ （）     | 關野關十           | 關野關十                             | 露木愛里、北島勇樹、Kim dae jung、Son kil young                                                                          | 佐川遥             | 2022年7月15日 |
| 在薺向夜守解釋吸血和性交基本無異後，夜守感到尷尬。翌夜，夜守得知薺吸了別人的血後感到忌妒，因此他想和薺交換聯絡方式，但薺沒有手機，只有老舊的蜂巢式電話，在薺難為情地承認自己昨夜不斷尋找夜守的身影後，夜守讓她吸血。後來夜守給了薺一個手腕式對講機，並表示自己以前曾把另一台對講機放在某處，等待隨機的陌生人將它取走。當夜守和薺以此對話時，夜守表示兩人的行為就像剛交往的情侶，讓薺感到害羞。之後夜守試圖和薺拉近距離，便親暱地稱呼她。在薺離開後，夜守手腕上的另一個對講機收到訊號，發出訊號的是撿到另一台對講機的少女，他久未謀面的同學朝井明。                                                                                     |                           |                    |                                      | |                    |               |
| 3 | 流出來好多啊 （）         | 安井貴司           | 小野勝吾、安井貴司                   | 若山政志、菊地加純、平馬浩司、佐川遥、糸島雅彦、神垣弥生、Mabus                                                          | 佐川遥             | 2022年7月22日 |
| 在明解釋之後，夜守才知道明誤以為自己是把對講機送給了她，在誤會解開之後，兩人高興地重逢並約好隔日再見。次日，當夜守提前從薺的公寓離開時，薺發現事有蹊蹺，並在跟蹤後證實了懷疑。薺在明的面前吸了夜守的血，並表示雙方僅有肉體關係。三人在咖啡廳對談，明希望夜守能回到學校，而夜守提到對學校生活的不滿。薺感到不滿並中途離席，夜守追了上去，但不小心跌傷流血，他透過對講機為偷偷和明見面而向薺道歉。在兩人相會並和好後，薺吻了夜守，吸取他嘴上的血，並以朋友的身分向他道別。 |                           |                    |                                      | |                    |               |
| 4 | 不會太擠了嗎？ （）       | 伊東優一、宮西哲也 | 武藤信宏                             | 和泉百香、河江陽向、西道拓哉、武藤信宏、山本恭平                                                                         | 佐川遥             | 2022年7月29日 |
| 在被薺吻了之後，夜守自認已經愛上了她，但他在被薺吸血後仍未能成為吸血鬼，薺認為原因在於夜守抱持的是性慾而非愛戀，而她認為親吻是朋友間的行為，所以對吻夜守一舉不抱情慾。明在得知此事後，對薺的價值觀不能苟同。三人一邊打電玩、一邊談論夜守喜歡的女性類型。明無法理解薺和夜守的關係，薺解釋了兩人的關係，而夜守坦白了自己想成為吸血鬼的目標及方法。明表示即使夜守成為吸血鬼，兩人的友情也不會生變。 |                           |                    |                                      | |                    |               |
| 5 | 那可真是讓人困擾啊 （）   | 大西景介           | 大西景介                             | 北島勇樹、佐藤友子、花澤友梨、齋藤梢、古賀五十六、高橋敦子、Kim dae jung                                                 | 佐川遥             | 2022年8月5日  |
| 在聽到對講機傳來的訊號後，薺立刻從澡堂裡衝出。因為她來不及綁頭髮，夜守對她的新造型感到又驚又喜。在夜守泡澡時，他心想自己自從遇見薺之後，便體會到許多前所未有的感情，尤其在看到她的新髮型後更是心不在焉。夜守要薺立刻吸自己的血，在薺吸了一大口血之後，他們到情趣旅館休息。薺表示自己能以血液判斷對方的心思，並聲稱自己動搖夜守的感情，是為了吸到各種風味的血。離開情趣旅館後，夜守對一個曾被薺吸過血的男人感到忌妒，但薺表示現在只吸夜守一人。薺表示自己不久前經營提供按摩服務的陪睡店，並趁機對人吸血。薺免費為夜守按摩，但在她準備吸血時，卻有客人上門。夜守被迫代替薺出門迎客，並提供按摩服務，薺答應給他一個吻作為代替接客的獎勵。 |                           |                    |                                      | |                    |               |
| 6 | 選開心的那一邊吧 （）     | 高藤聰             | 高藤聰                               | 齋藤大輔、菊地加純、若山政志、木下裕孝、篠原佑太、福島豊明、佐藤友子、古賀五十六、花澤友梨、大原大、宮田奈保美、鈴木良子 | 佐川遥             | 2022年8月12日 |
| 上門的顧客是常客白河清澄，夜守在為她按摩時與她閒聊。白河對工作和應酬感到厭煩至極，但她嚎啕大哭時卻接到上司的電話，不得不在半夜兩點立刻回到公司。夜守認為必須將她留下，便請薺幫忙攔阻。夜守坦白了自己想成為吸血鬼的夢想，並勸她做出能讓自己開心的選擇，白河仍然選擇回到公司，夜守承諾在自己成為吸血鬼後會將白河變成吸血鬼。薺和夜守到夜間泳池，薺被兩名男子搭訕，並故意引起夜守忌妒。夜守拉著薺離開泳池，並表達自己的反感。薺抓著夜守跳進他學校的泳池，之後薺吸了夜守的血。 |                           |                    |                                      | |                    |               |
| 7 | 製造眷屬 （）             | 關野關十           | 關野關十                             | 露木愛里、北島勇樹、松村康功、平馬浩司、齋藤梢、柑原豆真、森悦史、花澤友梨、山道致威                                     | 佐川遥             | 2022年8月19日 |
| 夜守遇見一位金髮女郎，她調情似地和夜守交談，並表示對最近的生活感到厭煩。夜守表示自己也有同感，試圖藉此安慰她，而她則抱住夜守準備吸他的血，薺及時趕來救了他。金髮女郎表示薺要麼該吸完血後將其殺死、要麼應將其收為眷屬，在她和薺對打時，夜守被另一名吸血鬼抓走，並被帶去見另外三名吸血鬼。她們分別是平田妮可、小繁縷翠、蘿蔔初華，而金髮女郎是桔梗芹，抓夜守來此的是本田蕪。妮可要夜守與其中一人戀愛並成為她的眷屬，而夜守拒絕並表示繼續和薺發展關係。在夜守說明自己和薺的關係後，這群吸血鬼認同他們的關係。夜守表示無論花多少年，自己都會愛上薺。                                                                                       |                           |                    |                                      | |                    |               |
| 8 | 一個個的 （）             | 坂田純一、宮西哲也 | 白石道太                             | 坂本千代子、橋本穗高、齊藤大輔、村山綾音、星和伸、市橋雄一、STUDIO MASSKET                                               | 佐川遥             | 2022年8月26日 |
| 妮可告誡夜守必須在被吸血後一年內成為吸血鬼，否則將不可能成為吸血鬼。之後薺在眾人面前吻了夜守，作為先前代為接客的獎勵。明在學校遇見和夜守的共同好友真晝，真晝關心起夜守的近況。在晚上，桔梗偶遇夜守，並提供他戀愛方面的建議。但在夜守按照她列出的約會清單向薺提出邀約，並一起觀賞電影後，薺感到非常無聊，而夜守也失落離去。之後薺認為至少要完成清單最後一個項目「看著夜景吃飯」，便拉著夜守在夜間飛行，然後吸了他的血。夜守在晚上遇見真晝和明，並簡短地提起各自的近況。獨自一人的薺喝著悶酒，見到和年長女性牽手逛街的真晝，在夜守發現她後，她主動伸手牽夜守，並開心地笑了。                                                             |                           |                    |                                      | |                    |               |
| 9 | 不公平 （）               | 板村智幸、安井貴司 | 小野勝吾                             | 福田周平、篠原佑太、野口智也、菊地加純、吉田肇、内藤伊之助、梅田香、若山政志、佐川遥                                     | 佐川遥             | 2022年9月2日  |
| 桔梗想向夜守搭話，但被薺強硬阻止。之後夜守找到桔梗，兩人一起去唱卡啦OK。桔梗提到自己最近對處理與仰慕者間的人際關係感到厭煩，而夜守可以理解這一點。在兩人唱歌時，桔梗的追求者秋山在外敲門，桔梗打算殺他以絕後患，但夜守反對並帶著他逃跑。秋山向夜守訴說自己喝醉後和桔梗相識的經過，而夜守判斷秋山喜歡桔梗。桔梗追上兩人後再度企圖殺死秋山，薺及時阻止了她。秋山表示自己和桔梗曾是朋友，但對她產生好感，這和力圖維持兩人友情的桔梗產生衝突，而桔梗也希望此後不要再和秋山見面。之後桔梗嚎啕大哭，並坦承自己希望繼續和秋山當朋友。秋山隨後提議成為桔梗的眷屬，桔梗同意後將他變成吸血鬼。眾人去卡拉OK慶祝，而薺表示自己和夜守可以慢慢來。   |                           |                    |                                      | |                    |               |
| 10 | 把偷拍照放大看 （）       | 宮西哲也           | 關野關十、駒田由貴、友田康、安川央理 | 山道致威、西道拓哉、山本恭平、和泉百香、梅田香、片田敬信、齋藤梢、内藤伊之助、大原大、鈴木良子、鈴木彩子、佐川遥         | 佐川遥             | 2022年9月9日  |
| 在女僕咖啡廳工作的翠找薺幫忙代同事的班，而夜守則在店內作客，並認識店內人氣第二高的女僕亞里沙。下班後，他們收到亞里沙被偷拍的照片，便企圖捉拿犯人，夜守從拍攝角度和影像的清晰程度推斷是亞里沙自導自演，並在之後驗證推論。翠當面指出亞里紗的動機是博取人氣，並勸她放寬心來面對。之後亞里紗把自拍照傳給翠，獲得了她的認同。 |                           |                    |                                      | |                    |               |
| 11 | 知道吸血鬼嗎？ （）       | 高藤聰             | 高藤聰、關野關十、安形裕、           | 平馬浩司、北島勇樹、齋藤梢、花澤友梨、齊藤大輔、長濱佑作、露木愛里、新田拓實、古賀五十六、佐川遥、篠原佑太、森田實       | 佐川遥             | 2022年9月16日 |
| 夜守在街上攬客進入陪睡店，並遇見偵探鶯餡子。正在調查秋山的餡子從夜守的反應判斷他認識秋山，並繼續暗中觀察。夜守、明和真晝趁夜裡潛入學校，確認校內的七大不可思議事件，並在教室內發現長期克制自己吸血的吸血鬼，該名吸血鬼聲稱自己被將自己變成吸血鬼的女人所騙，十年來過得相當窩囊。之後餡子讚許並認同他的經歷，並藉著陽光將其葬送，她聲稱夜守對吸血鬼毫無所悉，並表示自己不會讓夜守實現夢想。 |                           |                    |                                      | |                    |               |
| 12 | 我爸媽今天都不在家 （）   | 大西景介           | 大西景介                             | 菊地加純、佐藤友子、阿部弘樹、新田拓實、福田周平、橋本穗高、大原大、古賀五十六、佐川遥、篠原佑太、鈴木彩子               | 佐川遥             | 2022年9月23日 |
| 夜守驚覺自己對吸血鬼毫無所悉，並擔心薺也會因為嗜血而失去理性，在薺安撫他的情緒後，兩人重修舊好，然而在真晝問夜守為何想成為吸血鬼後，他再次對此感到煩惱。薺認為夜守已經逐漸對夜晚感到習慣，並表示自己成為吸血鬼後數十年來都感到很無聊。為了更了解吸血鬼，夜守聯絡餡子，餡子聲稱吸血鬼只會帶給人類不幸，並質疑夜守可能缺乏戀愛情感，更暗示會對他不利。儘管夜守不認同餡子的觀點，但在餡子致電警方、通報有未成年人在夜晚閒晃後，夜守只能落荒而逃。之後初華找到了躲在公園的夜守。 |                           |                    |                                      | |                    |               |
| 13 | 徹夜之歌 （）             | 板村智幸           | 小野勝吾                             | 長濱佑作、野口智也、露木愛里、福田周平、篠原佑太、古賀五十六、山内遼                                                     | 佐川遥             | 2022年9月30日 |
| 夜守被初華帶回住處，並對他其實是男性感到震驚。薺向妮可一夥人表示，如果夜守不當吸血鬼，也請不要將他殺死，使妮可大發雷霆，妮可提出交換條件，要求薺必須讓夜守成為自己的眷屬。另一方面，初華提議夜守成為自己的眷屬，便能夠解決問題，但夜守認為兩人對戀愛的理解差異極大，予以拒絕，而他也更理解自己對薺的感情為何。夜守穿梭城市，並在找到薺後承諾自己不會讓她感到無聊，並表示自己會喜歡上她，薺吻了夜守作為回應，並暗忖自己要成為會讓他傾心的吸血鬼。 |                           |                    |                                      | |                    |               |
| 第2季 |                           |                    |                                      | |                    |               |
| 1 | 那不是我們的時間 （）     | 板村智幸           |                                      | 浮村春菜、龜田朋幸、太田宣貴                                                                                             | 原田飛鳥、佐川遙   | 2025年7月4日  |
| 2 | 我一直好想見你喔 （）     | 板村智幸           | 武藤信宏                             | 古谷梨繪、橋本純一、龜田朋幸、石山寬、西道拓哉                                                                           | 西尾淳之介、佐川遙 | 2025年7月11日 |
| 3 | 鬼不會出現在鬼屋裡 （）   | 吉岡忍             | 吉岡忍                               | 渡邊浩二、細田沙織、高田謠子、西真由子、小田原宏太                                                                       | 松岡謙治、佐川遙   | 2025年7月18日 |
| 4 | 想要變得能跑步嗎？ （）   | migmi、板村智幸    | 大西景介                             | 原田飛鳥、浮村春菜、太田宣貴、明光、慧敏、龍光                                                                           | 原田飛鳥、佐川遙   | 2025年7月25日 |
| 5 | 跟妳一起度過的那幾年 （） | 板村智幸           | 武藤信宏                             | 西道拓哉、露木愛里、渡邊浩二、黑鳥劍、伊藤大翼、古谷梨繪                                                                 | 西尾淳之介、佐川遙 | 2025年8月1日  |
| 6 | 我問的不是品質問題啦 （） |                    |                                      | 西道拓哉、龜田朋幸、橋本純一、石山寬                                                                                     | 古谷梨繪、佐川遙   | 2025年8月8日  |
| 7 | 因為七草學妹是個笨蛋 （） |                    | 高田美里、                           | 小田原宏太、緒方厚、浮村春菜、橋本純一、龜田朋幸                                                                         | 原田飛鳥、佐川遙   | 2025年8月15日 |

### BD / DVD
| 卷數  | 發售日期           | 收錄話數     | 規格編號   | 規格編號   |
| 卷數  | 發售日期           | 收錄話數     | BD限定版   | DVD限定版  |
| 第1季 | 第1季              | 第1季        | 第1季      | 第1季      |
| ----- | ------------------ | ------------ | ---------- | ---------- |
| 上    | 2022年10月26日     | 第1話—第6話  | ANZX-15381 | ANZB-15381 |
| 下    | 2023年1月25日      | 第7話—第13話 | ANZX-15382 | ANZB-15382 |
| 第2季 |                    |              |            |            |
| 上    | 2025年10月29日預定 | 第1話—第6話  | ANZX-16821 | ANZB-16821 |
| 下    | 2026年1月28日預定  | 第7話—第12話 | ANZX-16822 | ANZB-16822 |

## 外部連結
- 漫畫連載網站 （日語）
- 作品特設網站 （日語）
- 電視動畫第1季官方網站（日語）
- 電視動畫第2季官方網站（日語）
- 電視動畫官方的X（前Twitter）（日語）